# شهرستان یینتا (یوتا)

شهرستان یینتا، یوتا یکی از شهرستان‌های ایالت یوتا است که در منطقه شرقی این ایالت جای گرفته. این شهرستان با دارا بودن مساحتی معادل ۱۱.۶۶۰ کیلومترمربع، جمعیتی بالغ بر ۳۲.۵۸۸ نفری را (بر طبق آمارهای سال ۲۰۱۰) در خود جای داده. مرکز این شهرستان، شهر ورنال است.
این شهرستان بزرگ‌ترین تولیدکننده گاز طبیعی در سرتاسر ایالت یوتا است.

## پیوند
- وب‌گاه رسمی